# دييغو رييس ساندوفال
دييغو رييس ساندوفال (بالإسبانية: Diego Reyes Sandoval)‏ (11 يناير 1990 في هندوراس - ) هو لاعب كرة قدم هندوراسي في مركز الهجوم. شارك مع منتخب هندوراس لكرة القدم. أما مع النوادي، فقد لعب مع نادي ماراثون ونادي ريال سوسيداد.

## وصلات خارجية
- دييغو رييس ساندوفال على موقع الاتحاد الدولي (مؤرشف)  (الإنجليزية)
- دييغو رييس ساندوفال على موقع قاعدة بيانات كرة القدم.إي يو (الإنجليزية)
- دييغو رييس ساندوفال على موقع ناشيونال فوتبول تيمز (الإنجليزية)
- دييغو رييس ساندوفال على موقع Soccerway.com (الإنجليزية)
- دييغو رييس ساندوفال على موقع عالم كرة القدم.نت (الإنجليزية)